# Latina Calcio 1932
Die SSD Latina Calcio 1932 (Società Sportiva Dilletantistica Latina Calcio 1932) ist ein italienischer Fußballclub aus Latina, Latium. In der Saison 2022/23 spielt er in der Serie C.

## Geschichte
Der Verein wurde 1945 gegründet und bis 2009 mehrmals umbenannt (1996 A.S. Latina, 2007 U.S. Virtus Latina, 2009 U.S. Latina, 2017 SSD Latina Calcio 1932). 

## Ehemalige
Spieler
- Domenico Caso
- Joseph Minala

Trainer
- Zeffiro Furiassi
- Giorgio Puia
- Humberto Rosa
- Roberto Breda